# Цихесулорі
Цихесулорі (груз. ციხესულორი) — село в Грузії.
За даними перепису населення 2014 року в селі проживає 1135 осіб.